# Brice Leverdez
Brice Leverdez (La Garenne-Colombes, 9 de abril de 1986) es un deportista francés que compite en bádminton, en la modalidad individual.
Ganó una medalla de bronce en el Campeonato Europeo de Bádminton de 2018. En los Juegos Europeos de Minsk 2019 obtuvo una medalla de plata.

## Palmarés internacional
| Juegos Europeos    | Juegos Europeos     | Juegos Europeos   | Juegos Europeos |
| Año                | Lugar               | Medalla           | Prueba          |
| ------------------ | ------------------- | ----------------- | --------------- |
| 2019               | Minsk (Bielorrusia) | Medalla de plata  | Individual      |
| Campeonato Europeo |                     |                   |                 |
| Año                | Lugar               | Medalla           | Prueba          |
| 2018               | Huelva (España)     | Medalla de bronce | Individual      |